# Bolyphantes supremus
Bolyphantes supremus là một loài nhện trong họ Linyphiidae.
Loài này thuộc chi Bolyphantes. Bolyphantes supremus được Andrei V. Tanasevitch miêu tả năm 1986.